# Kort Schubert
Pour les articles homonymes, voir Schubert (homonymie).
Pas d'image ? Cliquez ici

a Compétitions nationales et continentales officielles uniquement.

b Matchs officiels uniquement.
Dernière mise à jour le 8 novembre 2021.
Kort Smith Schubert, est né le 24 juillet 1979 à Sacramento (États-Unis). C’est un joueur de rugby à XV, qui joue avec l'équipe des États-Unis entre 2000 et 2008, évoluant au poste de troisième ligne.

## Carrière
Il a eu sa première cape internationale le 27 mai 2000 à l’occasion d’un match contre l'équipe du Japon (victoire 36-21). 
Kort Schubert a disputé la Coupe du monde 2003 (4 matchs).
Il joue actuellement en Coupe d'Europe et en Ligue Celtique avec les Cardiff Blues.

## Palmarès
- 49 sélections dont 12 fois capitaine
- Sélections par années : 6 en 2000, 5 en 2001, 7 en 2002, 13 en 2003, 7 en 2004, 5 en 2005, 5 en 2006 et 2 en 2008
- Participation à la coupe du monde 2003.